# 青龙街道 (德江县)
青龙街道，是中华人民共和国贵州省铜仁市德江县下辖的一个街道办事处。
2013年7月26日，贵州省人民政府批复同意撤销青龙镇建制，以原青龙镇柏杨社区、黎家堡社区、方林社区、五星社区、桥头社区、石打头村、向阳村、光辉村等8个村（社区）地域为青龙街道行政区域，街道办事处驻桥头社区。

## 行政区划
青龙街道下辖以下地区：
桥头社区、柏场社区、五星社区、方林社区、黎家堡社区、向阳社区、光辉社区和石打头村。